# 尤马蒂拉 (佛罗里达州)
尤马蒂拉（英語：Umatilla），是美国佛罗里达州萊克縣下属的一座城市。建立于1904年。面积约为7.9平方公里（约合3平方英里）。根据2010年美国人口普查，该市有人口3,172人。论人口在本州排行第243。